# Regiunea Singida
Singida este o regiune a Tanzaniei a cărei capitală este Singida. Are o populație de 1.223.000 locuitori și o suprafață de 49.000 km2.

## Subdiviziuni
Această regiune este divizată în 4 districte:
- Iramba
- Manyoni
- Singida Rural
- Singida Urban